# Zomerspikkelbladroller
De zomerspikkelbladroller (Cnephasia stephensiana) is een vlinder uit de familie bladrollers (Tortricidae).
De spanwijdte van de vlinder bedraagt tussen de 18 en 23 millimeter.

## Waardplanten
De zomerspikkelbladroller is zeer polyfaag, meer dan 120 waardplanten zijn geregistreerd. De rupsen ontwikkelen zich regelmatig tot plaag in kassen en andere plantenteelt.

## Levenscyclus
De eitjes worden gelegd in juli en augustus en komen na een kleine drie weken uit. De jonge rupsen spinnen een cocon waarin zij overwinteren. Pas in het voorjaar beginnen ze te eten. Aanvankelijk mineren de rupsen in voldiepe mijnen, later leven ze tussen dubbelgevouwen of samengebonden bladeren. De rupsen verpoppen van april tot juli, vervolgens is de vliegtijd van mei en augustus.

## Voorkomen
De zomerspikkelbladroller komt verspreid over het Palearctisch gebied voor, en is ook gemeld uit Canada. In Nederland en in België een algemene soort.